# Kết cấu thép
Kết cấu thép là kết cấu chịu lực của các công trình xây dựng được thiết kế và cấu tạo bởi thép. Đây là loại kết cấu được sử dụng rộng rãi trong ngành xây dựng, đặc biệt là trong các công trình xây dựng có quy mô lớn (Nhà thép tiền chế) bởi những đặc tính hữu ích của thép.

## Ưu và nhược điểm của kết cấu thép

### Ưu điểm của kết cấu thép
-	Có khả năng chịu lực lớn và độ tin cậy cao: kết cấu thép khó biến dạng trong quá trình sử dụng.
-	Cấu trúc đơn giản, trọng lượng nhẹ hơn bê tông.
-	Dễ dàng trong vận chuyển, thi công và sửa chữa
-	Tính công nghiệp hóa cao.
-	Tính kín, không thấm nước.
-	Tiết kiệm chi phí: do kết cấu khung thép đơn giản nên giảm thời gian, chi phí thi công cũng như chi phí cho bảo dưỡng sửa chữa
-	Thi công nhanh

### Khuyết điểm của kết cấu thép
-	 Có thể bị xâm thực bởi tác động của môi trường, nhiệt độ…  Do vậy, những công trình xây dựng có sử dụng kết cấu thép thường được bao phủ bởi lớp sơn bảo vệ, chống gỉ thép
-	Chịu lửa kém
-	Giá thành khá cao so với một số vật liệu thô khác như gỗ, sắt…

## Phạm vi ứng dụng
Thích hợp cho các công trình lớn, đòi hỏi độ bền cao như:
-	Nhà công nghiệp, nhà xưởng, nhà máy, xí nghiệp: khung nhà công nghiệp là toàn bộ bằng thép khi nhà cao, cần trục nặng, hoặc có thể là hỗn hợp cột bê tông cốt thép, dàn, và dầm thép.
-	Nhà nhịp lớn: là những loại nhà do yêu cầu sử dụng phải có nhịp khá lớn từ 30 - 40m như nhà biểu diễn, nhà thi đấu thể dục thể thao, nhà triển lãm, nhà chứa máy bay…dùng kết cấu thép là hợp lý nhất. Có những trường hợp nhịp đặc biệt lớn trên 100m thì kết cấu thép là duy nhất áp dụng được.
-	Khung nhà nhiều tầng: đặc biệt là các loại nhà kiểu tháp ở thành phố. Nhà trên 15 tầng thì dùng kết cấu thép có lợi hơn bê tông cốt thép.
-	Cầu đường bộ, đường sắt: làm bằng thép khi nhịp vừa, nhịp lớn, khi cần thi công nhanh. Cầu treo bằng thép có thể vượt nhịp trên 1000m.
-	Kết cấu tháp cao: cột điện, ăng ten: như các loại cột điện, cột ăng ten vô tuyến, hoặc một số loại kết cấu đặc biệt như kết cấu tháp khoan dầu.
-	Kết cấu bản: như các loại bể chứa dầu chứa khí các thiết bị lò cao của nhà máy hóa chất, nhà máy hóa dầu.
-	Đối với nhiều nước trên thế giới, thép là vật liệu quý và hiếm vì thép cần dùng cho mọi ngành của nền kinh tế quốc dân.

## Quá trình luyện thép
Sắt Oxide → Gang → Thép
Từ quặng sắt với thành phần chính là sắt oxide Fe2O3, Fe3O4, người ta luyện trong lò cao được gang là hợp kim Fe và C trong đó lượng C chiếm hơn 1.7%.Qua lò luyện thép để khử bớt C trong gang, người ta được thép.
Các phương pháp luyện thép mục đích chính của việc luyện thép là làm giảm hàm lượng của các tạp chất có hại như P...
Có rất nhiều loại thép khác nhau phụ thuộc vào thành phần hóa học, do phương pháp luyện, phương pháp rót.

## Xu hướng tiêu dùng
Sự ra đời của các khu nhà cao tầng, nhà công nghiệp quy mô lớn là kết quả của sự phát triển công nghiệp hóa, hiện đại hóa trong quá trình hội nhập kinh tế.
Việt Nam gia nhập Tổ chức thương mại WTO, từng bước mở cửa cho nhà đầu tư nước ngoài đầu tư vào các khu công nghiệp, khu chế xuất, thúc đẩy nhu cầu tiêu dùng kết cấu thép, nhà thép tiền chế ngày một lớn hơn.

## Tiêu chuẩn IAS AC472
IAS AC472 là một chứng chỉ quan trọng trong xây dựng nhà thép tiền chế. Chứng chỉ IAS AC472 là một quy trình đánh giá chất lượng hoàn chỉnh cho các công ty sản xuất kết cấu thép. Hệ thống chất lượng AC 472 là hệ thống kiểm soát chât lượng chặt chẽ bám sát ở tất cả các công đoạn từ:
Thông tin đầu vào, Thiết kế, đến triển khai chi tiết, mua hàng, sản xuất và thi công. Trong đó
- Giai đoạn mua hàng sẽ kiểm soát đánh giá nhà cung cấp, nguyên vật liệu đầu vào
- Kiểm soát gia công: Tại xưởng sản xuất, gia công ngoài, bao gồm: Quy trình sản xuất, quy trình Hàn, chứng chỉ liên quan đến người vận hành phải đảm bảo... tất cả đều phải tuân thủ yêu cầu, máy móc sản xuất phải được kiểm tra và đánh giá định kỳ.
- Để duy trì chứng nhận chất lượng trong suốt thời gian được cấp phát cứ 6 tháng một lần sẽ có chuyên gia đánh giá đại diện từ IAS đến kiểm tra toàn bộ tất cả các công đoạn công việc, máy móc thiết bị.

IAS AC472 đối với quốc gia tiên tiến số 1 thế giới như Mỹ rất quan trọng. Các nhà sản xuất thép kết cấu không thuộc nước Mỹ muốn xuất khẩu chính ngạch sản phẩm sang thị trường này bắt buộc phải có chứng nhận chất lượng AC472.
- Đối với các công trình xây dựng bằng thép kết cấu, sản phẩm được làm ra với quy trình chất lượng AC472 chắc chắn sẽ được cấp phép nhanh hơn.
- Trong lĩnh vực thương mại, các dự án được lắp dựng bằng thép kết cấu sản xuất theo quy trình AC472 sẽ có giá bán tốt hơn.
- MBMA là hiệp hội các nhà sản xuất kết cấu thép hàng đầu tại Mỹ được thành lập từ năm 1956, là nơi quy định các tiêu chuẩn chất lượng chung cho những nhà sản xuất thép kết cấu. Tiêu chí bắt buộc đầu tiên đối với các công ty muốn gia nhập MBMA là phải có chứng nhận chất lượng AC472
- WorldSteel hiện là công ty đầu tiên tại châu Á đạt được chứng nhận IAS AC472.